# Nyctemera celsum
Nyctemera celsum là một loài bướm đêm thuộc phân họ Arctiinae, họ Erebidae.